# QBittorrent
qBittorrent – klient P2P sieci BitTorrent napisany przy użyciu języka C++ oraz biblioteki Qt w wersji 6. Program jest rozpowszechniany na licencji GPL. Twórcą projektu jest francuski student Christophe Dumez, oparł on swój projekt na bibliotece libtorrent autorstwa Arvida Norberga, przez co ten projekt można łatwo przenosić pomiędzy różnymi platformami. Od wersji 0.7.1 projekt jest tworzony przy wykorzystaniu biblioteki Qt. Głównym celem projektu jest stworzenie intuicyjnego, wieloplatformowego i otwartoźródłowego klienta sieci BitTorrent, który będzie wspierał najnowsze rozwiązania techniczne i nie potrzebował zbyt wielu zasobów systemowych.

## Główne cechy programu
- obsługa plików ipfilter.dat do blokowania hostów
- kompaktowy i intuicyjny interfejs
- obsługa DHT (zdecentralizowanej sieci bittorrent)
- wsparcie dla uwierzytelniania trackera
- zlokalizowany w ponad 40 językach
- obsługa kodowania w standardzie UTF-8
- wbudowana wyszukiwarka torrentów
- możliwość zaimportowania torrenta bezpośrednio ze strony www
- obsługa łączenia poprzez serwer proxy
- ikona w pasku systemowym
- system komunikatów OSD
- możliwość przeglądania plików podczas pobierania
- kompatybilność z popularnymi środowiskami graficznymi KDE, GNOME, Xfce
- wsparcie super-seedingu
- brak reklam